# Maria Llimona i Benet
Maria Llimona i Benet   (Barcelona, 3 de febrer de 1894 - Barcelona, 26 d'octubre de 1985) va ser una escultora catalana.

## Biografia
Maria Dolors Llimona va néixer al carrer Diputació de Barcelona, filla del també escultor Josep Llimona i Bruguera i de Mercè Benet i Salas, natural de Terrassa, i germana del pintor Rafael Llimona i Benet. Maria va iniciar-se en l'art en una edat tardana (1937) i va estudiar amb Rodolfo Castagnino a Itàlia.
Va participar en l'Exposició Nacional de Belles Arts de Barcelona de l'any 1942 amb dos caps femenins, Juventud i Mujer. En el catàleg de la mostra consta amb el cognom del seu marit, el pintor Domènec Carles i Rosich, amb qui exposà sovint de forma conjunta. L'escultura Joventut, de bronze, es conserva actualment al Museu Nacional d'Art de Catalunya, que la va adquirir directament de l'exposició.
Entre 1939 i 1949 va treballar en el conjunt escultòric per als jardins de Santa Clotilde de Lloret de Mar, format per cinc sirenes de bronze situades a l'escalinata. Domènec Carles era l'assessor principal del propietari, Raul de Roviralta.
L'any 1950 consta entre els participants de l'Exposició Nacional de Belles Arts de Madrid, on va presentar un bronze, Retrat de la Senyora M. M., i una font per a jardí.

Dos anys més tard, va rebre l'encàrrec de fer una escultura per al monument en homenatge a Salvador Andreu, l'urbanitzador de la muntanya del Tibidabo. L'escultura original, del 1927, era obra d'Eusebi Arnau i era una figura de cos sencer i dempeus de l'homenatjat feta en bronze, que es va requisar i fondre el 1936, al principi de la Guerra Civil. Maria Llimona va fer una musa, una dona jove ajaguda esculpida en marbre per Vicenç Damian, que l'actual propietari del parc d'atraccions va enretirar del seu emplaçament original. El 2007 fou restablert al costat de la font de la placeta propera a l’Hotel Florida.

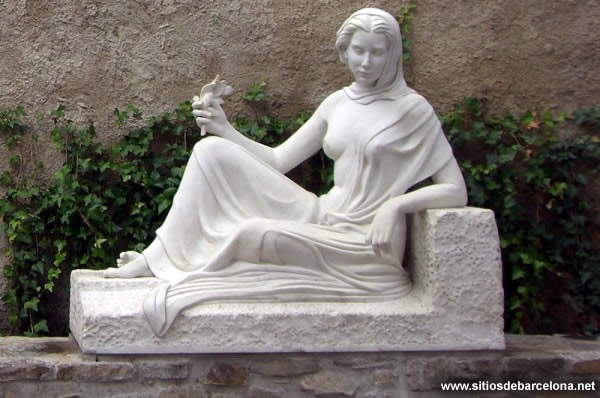
Musa, 1952 (Parc d'atraccions del Tibidabo).
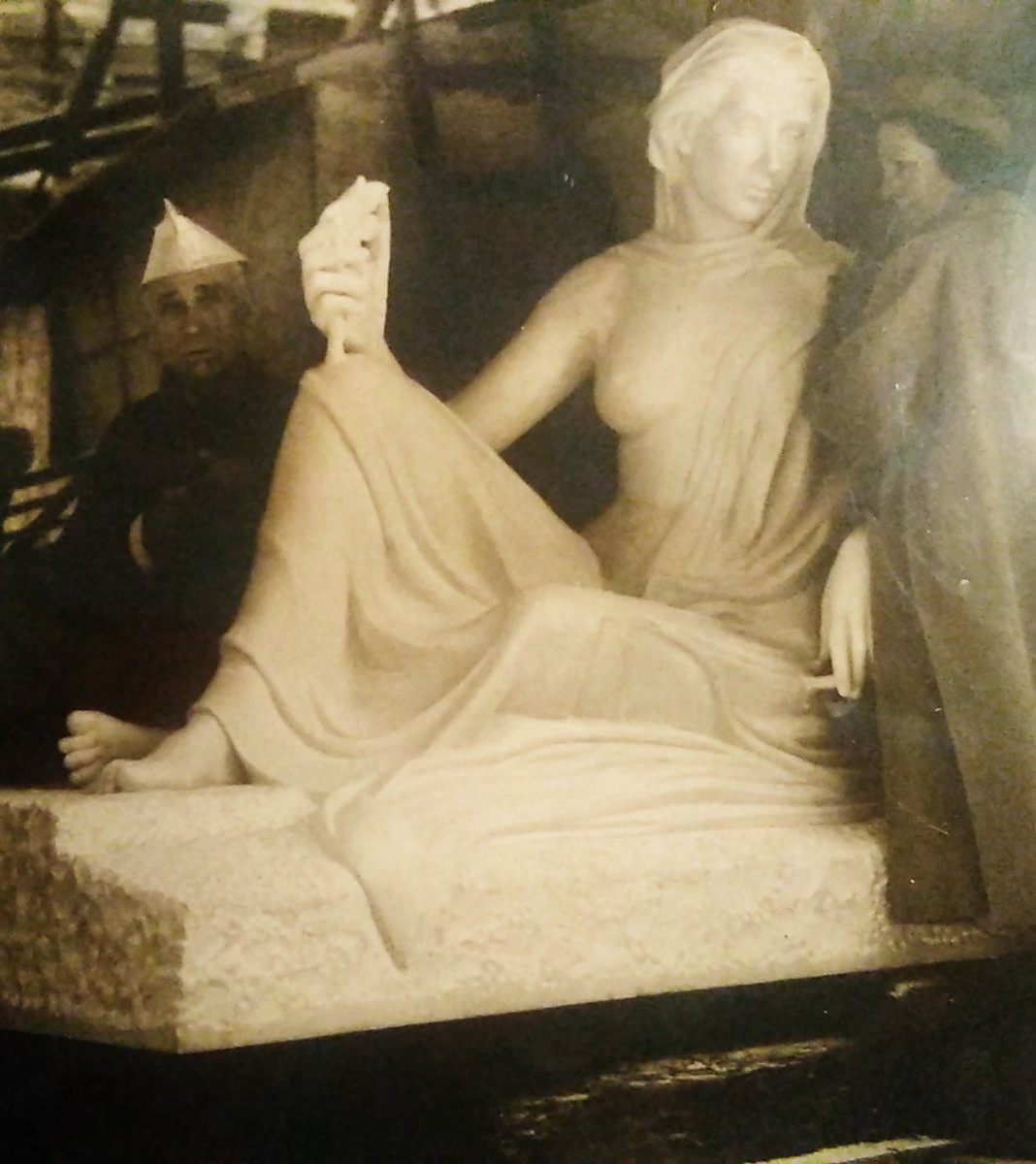
Maria Llimona i Vicenç Damian amb l'escultura al taller.

Gran part de la seva obra se centra en el nu femení, el retrat i l'escultura religiosa, amb un estil proper al noucentisme, més que no pas el seu pare. Entre la seva obra destaca un monument al Doctor Andreu i un Conjunt de sirenes als jardins de Santa Clotilde de Lloret de Mar. Té obra exposada al Museu Nacional d'Art de Catalunya, així com al Monestir de Montserrat, al Museu Comarcal de la Garrotxa i en d'altres col·leccions catalanes i estrangeres.
Va formar part del cercle de dones intel·lectuals i artistes de la pintora russa Olga Sacharoff a Catalunya, entre les quals hi havia les pintores Soledad Martínez, Marie Laurencin, Dagoussia i Ángeles Santos, l'escultora Lluïsa Granero o les escriptores Clementina Arderiu i Elisabeth Mulder.